# Strigapoderopsis
Strigapoderopsis es un género de coleóptero de la familia Attelabidae.

## Especies
Las especies de este género son:
- Strigapoderopsis callosicollis
- Strigapoderopsis cribropunctatus
- Strigapoderopsis striatipennis
- Strigapoderopsis submarginatus
- Strigapoderopsis zambicus